# 1959년 미스코리아
1959년 미스코리아는 1959년 5월 25일에 서울특별시 중구의 서울시립극장에서 열린 세 번째 미스코리아 선발대회이다. 진에 당선된 오현주는 미스 유니버스에 참가하여 3개 부문에서 입상하였다.

## 입상자
| 대회 |        | 진 (眞) | 선 (善) | 미 (美) |
| ---- | ------ | ------- | ------- | ------- |
| 본선 | 오현주 | 정옥이  | 서정애  |         |